# Caiophora cirsiifolia
Caiophora cirsiifolia är en brännreveväxtart som beskrevs av Karel Presl. Caiophora cirsiifolia ingår i släktet Caiophora och familjen brännreveväxter. Inga underarter finns listade i Catalogue of Life.